# Jofre Mateu González
Jofre Mateu González, meglio noto come Jofre (Alpicat, 24 gennaio 1980), è un ex calciatore spagnolo, di ruolo centrocampista.

## Palmarès

### Club

#### Competizioni nazionali
- Campionato spagnolo: 1

Barcellona: 1998-1999
- Coppa di Spagna: 1

Espanyol: 2005-2006
- Indian Super League: 1

Atlético de Kolkata: 2014